# تصویربرداری پهن باند پرتو ایکس از سراسر آسمان
تصویربرداری پهن باند پرتو ایکس از سراسر آسمان (به انگلیسی: Broadband Imaging X-ray All-sky Survey) که به‌صورت مخفف با نام آبریکساس (ABRIXAS) نیز از آن یاد می‌شود، یک تلسکوپ فضایی اشعه ایکس آلمانی بود. این تلسکوپ در ۲۸ آوریل ۱۹۹۹ از کاپوستین یار در روسیه به مدار زمین پرتاب شد. 